# Jordania en los Juegos Olímpicos de Pekín 2008
Jordania estuvo representada en los Juegos Olímpicos de Pekín 2008 por siete deportistas, tres hombres y cuatro mujeres, que compitieron en cinco deportes.
La portadora de la bandera en la ceremonia de apertura fue la jugadora de tenis de mesa Zina Shaban. El equipo olímpico jordano no obtuvo ninguna medalla en estos Juegos.